# Adolfo Avena
(Introduzione di Piero Pensa e Luigi Cirillo)
Adolfo Avena (Napoli, 29 settembre 1860 – Napoli, 21 maggio 1937) è stato un ingegnere e architetto italiano.
Attivo soprattutto a Napoli, fu uno dei maggiori esponenti del liberty napoletano con le realizzazioni di numerose ville soprattutto nel quartiere Vomero.

## Biografia

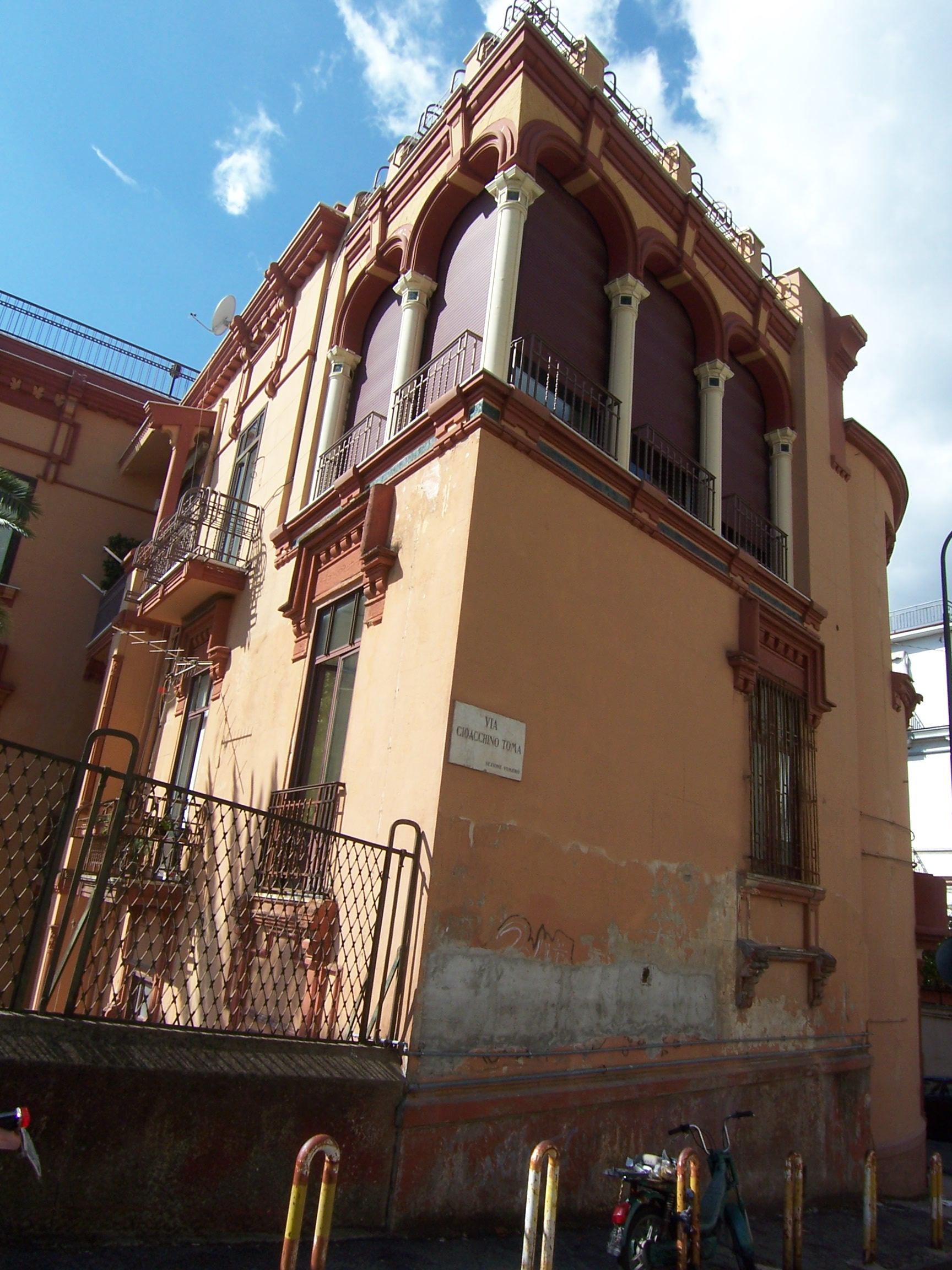
Villa Loreley (facciata posteriore).

Adolfo Avena nacque il 27 settembre 1860 a Napoli da Carlo Avena, professore di matematica dell'Università e cartografo, e da Clementina Fiorelli sorella dell'illustre archeologo Giuseppe, per il cui monumento a Pompei, opera dello scultore Ernesto Biondi, disegnò una corona bronzea di foglie di alloro e di quercia. Dal matrimonio con Eugenia Humbely, inglese discendente da una famiglia di militari borbonici, ebbe cinque figli; perse la primogenita, appena trentunenne nel 1921; gli altri seguirono le orme paterne, dedicandosi agli studi di ingegneria e architettura. Alla figlia dedicò un monumento funebre nel Cimitero Vecchio di Napoli.
Si laureò nel 1884 in ingegneria, appena laureatosi presentò con Stanislao Sorrentino (ingegnere delle Tramvie napoletane) al comune di Napoli un progetto di una funicolare aerea fra via Toledo e il Corso Vittorio Emanuele. Il progetto era costituito da un lungo viadotto in travi reticolari in ferro che tagliava i Quartieri Spagnoli. Fu assunto nel 1886 al Ministero della Pubblica Istruzione di cui diventò ingegnere straordinario dei Monumenti di Roma e successivamente direttore dell'ufficio regionale dei Monumenti. A lui si devono i restauri di una serie di edifici civili e religiosi presenti in Italia Meridionale, coadiuvato da Architetti e Ingegneri che attuavano le sue direttive, tra cui Ettore Bernich.
Si ricordano le attenzioni particolari per i restauri del Romanico pugliese ed in particolare il Duomo di Bitonto attraverso l'ispettore ed amico Ettore Bernich, appunto.
Notevoli sono i suoi rilievi di edifici storici che verranno mostrati all'Esposizione Nazionale di Torino del 1898. Dal 1910 si dedicò alla progettazione di ville e palazzi sulla collina del Vomero, di cui diverrà il principale riferimento del liberty vomerese.
Suo figlio, Gino Avena, seguì le orme del padre, diventando ingegnere e progettando a partire dagli anni trenta molti edifici (tra cui alcune ville) specialmente sul Vomero.

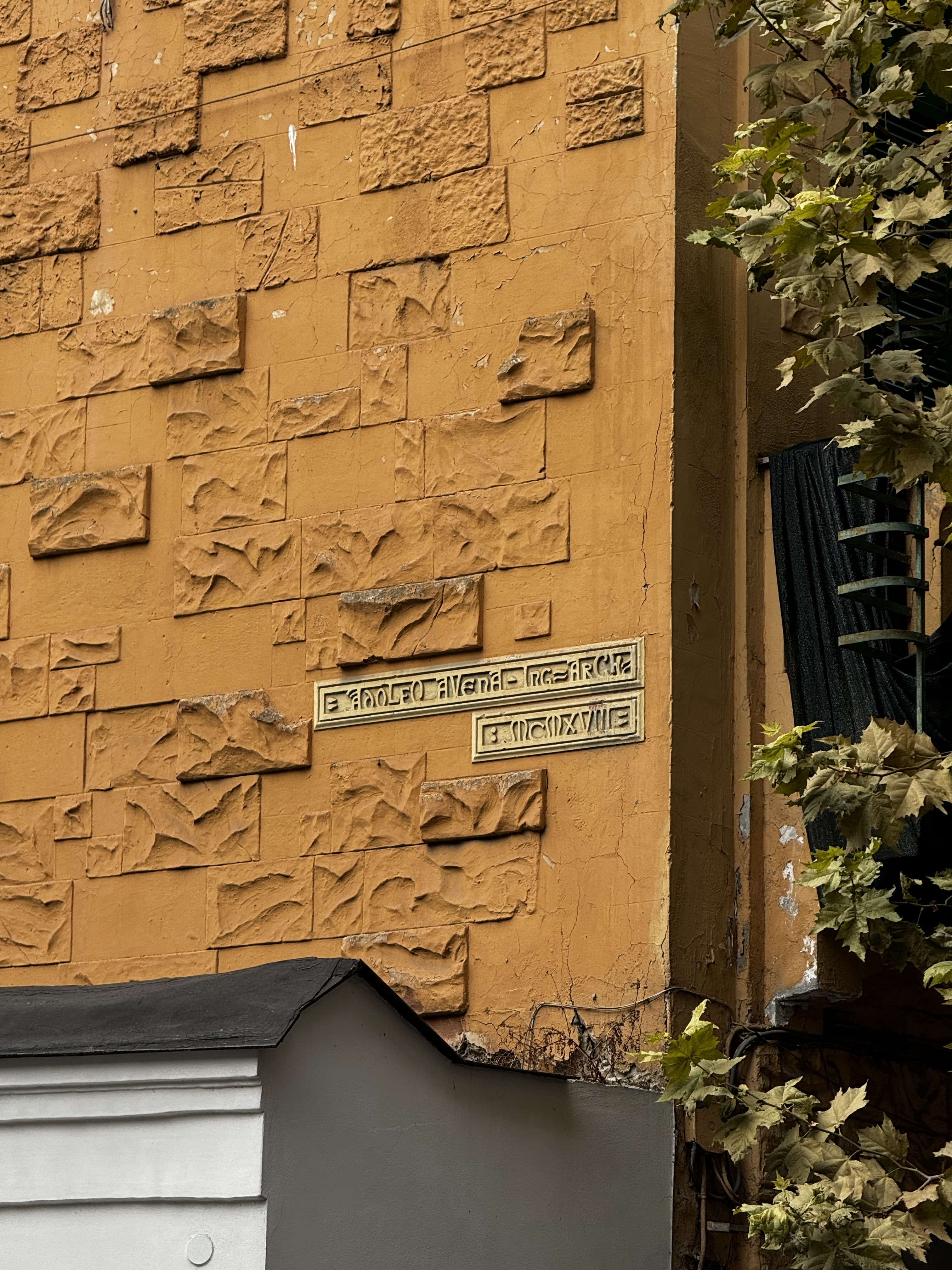
Targa dedicata ad Adolfo Avena vista da via Cimarosa.

## Opere

### Palazzi
- Palazzo in Via Luigia Sanfelice, Vomero, Napoli  con gli ingg. Gioacchino Luigi Mellucci e Tancredi Zeni.
- Secondo Palazzo in Via Luigia Sanfelice, Vomero, Napoli;
- Palazzo "Avena" in Piazza Fuga, 1927/28, Vomero, Napoli.

### Ville
- Villa Loreley in Via Gioacchino Toma, 1912, Vomero, Napoli;
- Villa Ascarelli in Via Palizzi, 1913/15, Vomero, Napoli;
- Villa Spera, oggi Villa Giordano in Via Tasso, 1922, Vomero, Napoli;
- Villa Catello-Piccoli in Via Domenico Cimarosa, 1918, Vomero, Napoli con l'ing. Gioacchino Luigi Mellucci.